# Ferreira de Aves
Ferreira de Aves ist eine Gemeinde (Freguesia) im portugiesischen Kreis Sátão. In ihr leben 1823 Einwohner (Stand 19. April 2021).